# Yazoo (band)
 For alternative betydninger, se Yazoo (flertydig). (Se også artikler, som begynder med Yazoo)
Yazoo (i Nordamerika kendt under navnet Yaz grundet en juridisk navnestrid med Yazoo Records) var et britisk synthpop duo fra Basildon i Essex i England bestående af det tidligere medlem af Depeche Mode Vince Clarke (keyboards) og Alison Moyet (sang). Duoen blev dannet i slutningen af 1981 efter Clarke responderede på en annonce, som Moyet havde indrykket i et britisk musikmagasin. Parret havde dog kendt hinanden siden skoletiden.
Gruppen havde sin storhedstid i begyndelsen af 1980'erne indtil de gik fra hinanden i 1983. I 2008 blev gruppen gendannet.

## Discografi
- Upstairs at Eric's (1982)
- You and Me Both (1983)

## Priser
- 1983 BRIT Awards – Best British breakthrough act[2]